# Чечеленко Владислав Олександрович
Владислав Олександрович Чечеленко (нар. 19 липня 1993, Перещепине, Новомосковський район, Дніпропетровська область, Україна) — український футболіст, нападник.

## Життєпис
Вихованець дніпропетровських шкіл «Дніпро-75» (тренер В. С. Мусієнко), академії ФК «Дніпро» (тренер В. І. Кузнєцов) та УФК (тренер Р. Г. Шнейдерман, А. М. Паньков).
На початку 2011 року уклав контракт з литовським «Мажейкяєм» з однойменного міста. Окрім нього в команді грали й інші гравці з України: Костянтин Панін, Віталій Полянський, Сергій Жигалов, Сергій Лендел, Віктор Довбиш, Вадим Антіпов і Роман Кісляков. У вищому дивізіоні Литви зіграв 1 матч.
Навесні 2012 року перейшов у дніпродзержинську «Сталь». У цій команді провів весняну частину сезону 2011/12 та осінню частину сезону 2012/13 років, забив у 28 матчах другої ліги 4 м'ячі. Навесні 2013 року приєднався до дніпропетровського «Дніпра». У молодіжці «дніпрян» за півтора сезони зіграв 34 матчі, відзначився 11 голами.
Навесні 2015 року уклав контракт з криворізьким «Гірником». У складі новачка першої ліги в дебютному сезоні Чечеленко продемонстрував непогані якості, але не для форварда на вістрі, а як для другого нападника. У підсумку основним нападаючим заграв тут Артем Сітало. У 2016 році зіграв також 3 матчі в чемпіонаті Дніпропетровської області за «Гірник-2» (Кривий Ріг). З 2016 по 2017 рік виступав за «Агробізнес TSK» (Ромни) в аматорському чемпіонаті України. Потім захищав кольори клубів з чемпіонату Дніпропетровської області «Локомотив» (П'ятихатки) та «Енергія» (Дніпро).